# .577 Snider

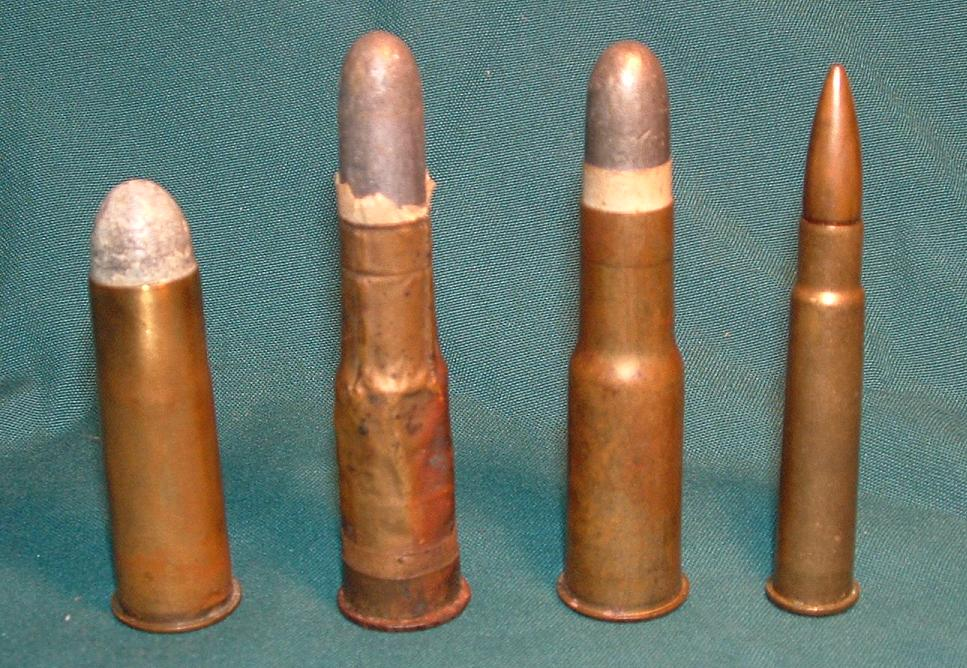
Da esquerda para a direita: Um cartucho .577 Snider, um .577/450 Martini–Henry (uma folha de latão laminada da era da Guerra Anglo-Zulu), uma versão posterior mais elaborada do .577/450 Martini–Henry e um cartucho .303 British Mk VII S.A. Ball

O .577 Snider era um cartucho metálico de pólvora negra britânico, que disparava um projétil de chumbo de 14,7 milímetros (0,577 pol.) E 31 gramas (480 gr), usado principalmente no rifle Snider-Enfield.

## Histórico
Os primeiros cartuchos .577 Snider eram feitos de papel, com base e espoleta metálicas, mas os cartuchos comerciais posteriores eram feitos de latão, muito parecidos com as munições modernas para armas portáteis. O cartucho .577 Snider foi eventualmente substituído em serviço pelo cartucho .577/450 Martini–Henry na década de 1870. O cartucho .577 Snider é considerado pela maioria dos comentaristas como obsoleto, com a produção comercial em grande escala tendo cessado na década de 1930. No entanto, a partir de 2012, estojos, balas e cartuchos, bem como outros da família .577, estavam disponíveis na Tenbury Guns Limited (fechada em 31 de maio de 2016) no Reino Unido. Cartuchos novos podem ser confeccionados a partir de um estojo de gáugio 24 e "dies" (matrizes) de recarga estão disponíveis na Lee Precision. A partir de 2015, a Kynamco Kynoch no Reino Unido e a Bertram na Austrália também estão produzindo cartuchos desse calibre para pronto uso.